# Parelectroides
Parelectroides is een geslacht van vlinders van de familie tastermotten (Gelechiidae).

## Soorten
- P. chalybea (Felder & Rogenhofer, 1875)
- P. heliocopis (Meyrick, 1922)
- P. ithycosma (Meyrick, 1914)
- P. scintillula (Walsingham, 1911)
- P. selectella (Walker, 1864)
- P. subvectella (Walker, 1864)